# TROSY
TROSY (Transverse relaxation optimized spectroscopy) — метод двумерной (2D) спектроскопии ЯМР, применяемый при изучении белков, для увеличения чувствительности и спектрального разрешения. Этот метод позволяет изучать большие молекулы и молекулярные комплексы. 
Применение ЯМР-спектроскопии для исследования больших молекул ограничено уширением спектральных линий, происходящем с ростом молекулярной массы.
Большие молекулы имеют большие времена корреляции вращательного движения и, соответственно, короткие времена поперечной релаксации (Т2). Другими словами, сигналы ЯМР больших молекул спадают быстрее, что приводит к уширению линий и плохому разрешению.
Вследствие непрямого диполь-дипольного взаимодействия, в отсутствии декаплинга пики на HSQC спектрах появляются в виде мультиплетов. Принципиально разные компоненты мультиплетов имеют различную ширину. Это происходит из-за конструктивного или деструктивного взаимодействия различных механизмов релаксации. Обычно в спектрах больших белков в высоких магнитных полях эффект поперечной релаксации (Т2) преобладает над диполь-дипольным (ДД) механизмом релаксации и механизмом анизотропии химических сдвигов (АХС). Механизмы релаксации обычно взаимосвязаны, но вклад в общую скорость релаксации от каждого компонента имеет свой знак, поэтому порядок релаксации разных компонентов мультиплетов различается. Эксперимент TROSY создан для того, чтобы выбрать компоненты, для которых различные механизмы релаксации почти удалены, в результате чего сигналы на спектре оказываются узкими. Это приводит к значительному повышению как спектрального разрешения, так и чувствительности, что крайне важно при изучении больших и сложных биомолекул.
Такой подход значительно расширяет диапазон молекулярных масс белков, которые могут быть изучены методом ЯМР, однако для достижения необходимого баланса между анизотропией химических сдвигов и диполь-дипольным механизмом релаксации, для проведения эксперименов TROSY, как правило, требуются высокие магнитные поля; диапазон анизотропии химических сдвигов меняется с напряженностью поля, в то время как константы диполь-дипольного взаимодействия от напряженности поля не зависят.